# 신과 운명혁명의 패러독스
신과 운명혁명의 패러독스(神様と運命革命のパラドクス, The Guided Fate Paradox)는 니폰이치 소프트웨어가 플레이스테이션 3용으로 개발하고 퍼블리싱한 로그라이크 롤플레잉 비디오 게임이다. 2013년 1월 24일 일본, 2013년 10월 25일 PAL 지역, 2013년 11월 5일 북미에 출시되었다. 속편인 The Awakened Fate Ultimatum은 2014년 9월 25일 일본, 2015년 3월 17일 북미, 2015년 3월 20일 유럽에서 출시되었다.

## 게임플레이
이 게임은 등각 투영 관점에서 진행되는 무작위로 생성된 던전 크롤러로, 플레이어는 테마가 있는 던전에 들어가 레벨을 올리고 궁극적으로 던전의 보스를 물리치려고 한다. 레냐는 또한 적을 공격하고, 플레이어를 치료/버프하거나, 다른 장소로 던져 지원을 제공하는 선택 가능한 천사와 동행한다. 천사가 전투에서 죽으면 플레이어가 죽거나 던전을 떠날 때까지 사용할 수 없다.
플레이어는 다양한 무기와 방어구를 장착할 수 있으며, 이는 전투에서 사용할 때 힘이 증가하여 "버스트"하여 힘을 감소시킨다. 아이템을 터뜨리면 플레이어가 아이템을 기지로 가져갈 수 있으면 대장장이에서 레벨을 올릴 수 있다. 또한 플레이어가 자신의 타고난 능력과 천사의 능력을 향상시키는 데 사용할 수 있는 "신성한 아이콘"을 플레이어에게 제공한다. 플레이어가 죽거나 던전을 종료하면 '총 레벨'이 증가하여 레벨 1로 돌아가더라도 플레이어의 타고난 능력치가 향상된다.
나중에 플레이어는 사망 시 손실되지 않지만 정해진 턴 동안만 소환할 수 있는 장비 세트인 "소환 세트"를 사용할 수 있는 능력을 얻는다.

## 평가
| 평가 |        |
| --- | ------ |
| 통합 점수 통합사 점수 메타크리틱 74/100 [ 1 ] 평론 점수 평론사 점수 디스트럭토이드 8/10 [ 2 ] 패미츠 33/40 [ 3 ] 게임스팟 5/10 [ 4 ] 하드코어 게이머 4/5 [ 5 ] IGN 7/10 [ 6 ] OPM (AU) 50% [ 7 ] 푸시 스퀘어 [ 8 ] RPGamer 4.5/5 [ 9 ] US게이머 3.5/5 [ 10 ] |        |
| 통합 점수 |        |
| 통합사 | 점수   |
| 메타크리틱 | 74/100 |
| 평론 점수 |        |
| 평론사 | 점수   |
| 디스트럭토이드 | 8/10   |
| 패미츠 | 33/40  |
| 게임스팟 | 5/10   |
| 하드코어 게이머 | 4/5    |
| IGN | 7/10   |
| OPM (AU) | 50%    |
| 푸시 스퀘어 | [ 8 ]  |
| RPGamer | 4.5/5  |
| US게이머 | 3.5/5  |